# Ciobanesc romanesc mioritic
Ciobanesc romanesc mioritic är en hundras från Rumänien. Den är en vallande herdehund med ursprung i Karpaterna. I hemlandet erkändes den som självständig ras 1981 och 2002 godkändes rasen preliminärt av Fédération Cynologique Internationale (FCI).